# Stebbins
Stebbins – miasto w Stanach Zjednoczonych, w stanie Alaska, w okręgu Nome. 